# Trefärgad häger
Trefärgad häger (Egretta tricolor) är en amerikansk medelstor slank häger.

## Utseende
Trefärgad häger är en medelstor slank häger med långa ben och lång hals och den mäter omkring 60 cm, har ett vingspann på ungefär 90 cm och den väger drygt fyra kilo. Dess långa näbb är spetsig och gul till gråaktig med en tydlig mörk spets. Under häckningsperioden blir den blåaktig. Fågelns namn kommer av att dess fjäderdräkt är blå, vit och kastanjefärgad. Ryggen och ovansidan av vingarna är mörka, buken vit och den långa halsen är mörk. Juvenila fåglar har en annan teckning men i samma fäger fast med mer röda toner.

## Läten
Från trefärgad häger hörs klagande och kväkande läten som från andra hägerarter.

## Utbredning och taxonomi
Trefärgad häger lever i södra delarna av Nordamerika, norra delarna av Sydamerika samt i Centralamerika, främst i kustnära områden. Den delas vanligtvis upp i två underarter med följande utbredning:
- Egretta tricolor ruficollis (syn. occidentalis) – förekommer från de tropiska delarna av USA till Colombia, nordvästra Venezuela och Västindien
- Egretta tricolor tricolor – förekommer från nordvästra Venezuela, Guyana och Surinam till södra Peru och nordöstra Brasilien

Vissa urskiljer även underarten rufimentum med utbredning på Trinidad, möjligen även på Tobago.
Trefärgad häger har ännu inte observerats på fastlandet i Europa, dock fyra gånger på Azorerna och en gång på Kanarieöarna.

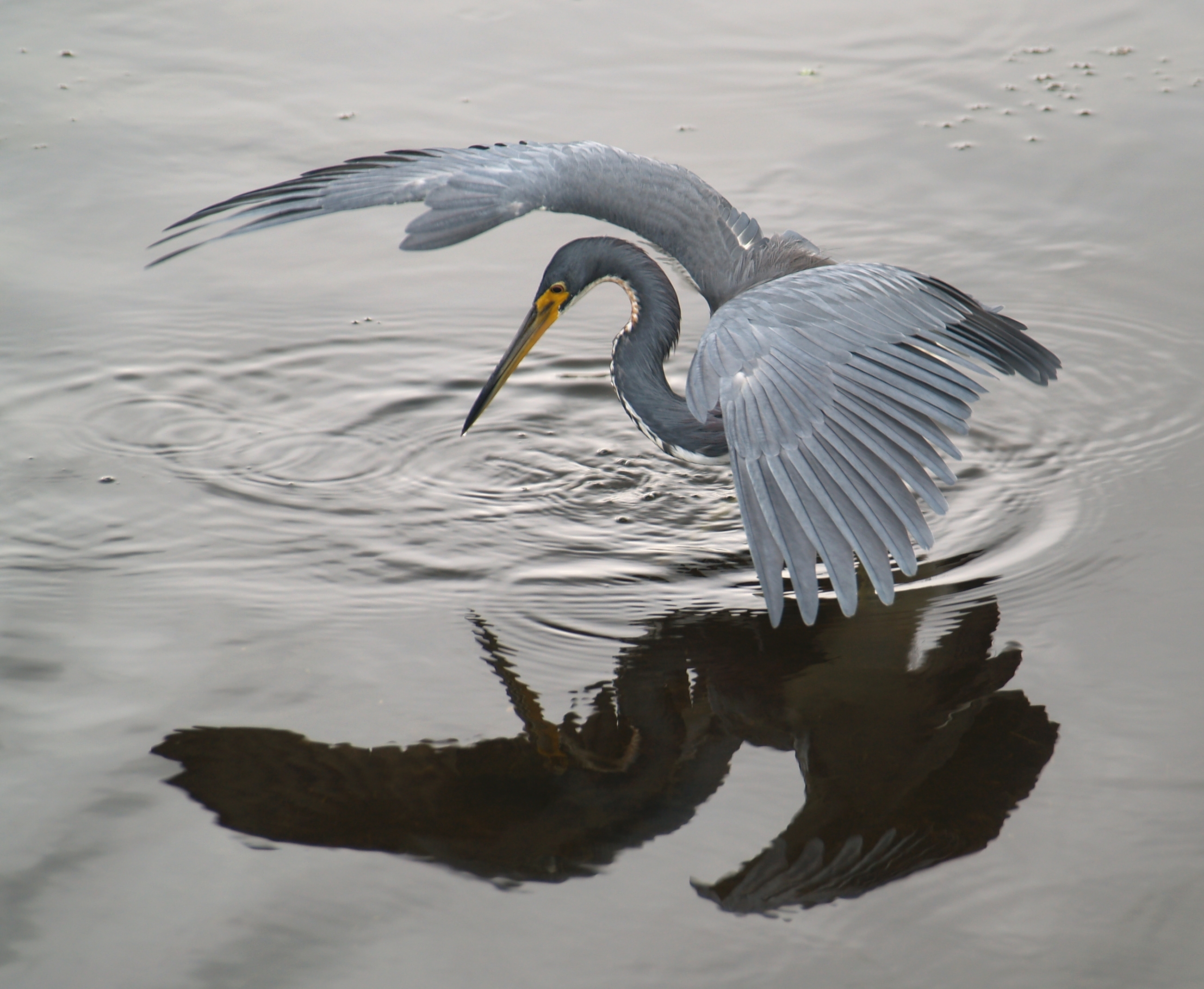
Fiskande trefärgad häger i Green Cay Wetlands i Boynton Beach i Florida.

## Häckning och biotop
Trefärgad häger förekommer i subtropisk miljö vid grunda vatten som kärr, sumpmark, vid sjöar och översvämmade odlingar. Den häckar i kolonier, ofta med andra hägerarter. Den lägger vanligtvis tre till fyra grönblå ägg (men upp till sju förekommer) i ett plattformsliknande bo byggt av grenar och gräs, vanligtvis i träd eller buskar. Äggen ruvas av både hane och hona i 21–25 dagar. 

## Föda
Födan består främst av småfisk, kräftdjur, insekter och reptiler som antingen jagas aktivt eller genom att vänta på dem.

## Status och hot
Arten har ett stort utbredningsområde och en stor population med stabil utveckling som inte tros vara utsatt för något substantiellt hot. Utifrån dessa kriterier kategoriserar internationella naturvårdsunionen IUCN arten som livskraftig (LC).